# 达尼埃莱·马萨拉
达尼埃莱·马萨拉（義大利語：Daniele Masala，1955年2月12日—），意大利男子现代五项运动员。他曾参加1976年、1984年和1988年三届夏季奥运会，共收获两枚金牌和一枚银牌。